# Бремер, Арвид Оттонович
Арвид Оттонович Бремер (лат. Arvīds Brēmers, 7 апреля 1871 — 10 ноября 1941, хутор Глазниеки, Ляудонская волость) — землевладелец, депутат Государственной думы I созыва от Лифляндской губернии.

## Биография
По национальности латыш. Родился  на хуторе Глазниеки в Ляудонской волости Венденского уезда в семье Отто Бремера (Brämer) и его жены Хелены Шарлотты Кристины урождённой Еспер (Jesper). Придерживался Евангелического лютеранства. Окончил городское училище. Землевладелец. Председатель Лаудонского сельскохозяйственного общества. Директор ссудо-сберегатательного товарищества.
20 апреля 1906 избран в Государственную думу I созыва от общего состава выборщиков Лифляндского губернского избирательного собрания. В Думе примыкал к "партии" центра, входил в Конституционно-демократическую фракцию и группу Автономистов группу (Латышская секция). Выступал в Думе по аграрному вопросу.
10 июля 1906 года в г. Выборге подписал "Выборгское воззвание", осужден по ст. 129, ч. 1, п. п. 51 и 3 Уголовного Уложения, приговорен к 3 месяцам тюрьмы и лишен права быть избранным.
29 апреля — 2 мая 1917 г. в Валке на учредительном съезде Латышского Крестьянского союза, в дальнейшем крупнейшей партии Латвии, А. Бремерс (Бремер) избран в его правление одновременно с К. Ульманисом (председателем правления), П. Сиецениексом, К. Гульбисом, Я. Павловичем . В независимой Латвии остаётся активистом Латышского Крестьянского союза (Союза латвийских фермеров).
В независимой Латвии работал в сельскохозяиственных обществах волости и был хозяином своего родного хутора Глазниеки (по современному межеванию в Праулиенской волости), где и скончался 10 ноября 1941 года. Похоронен на Ляудонском кладбище.